# 구로성심병원
구로성심병원은 서울특별시 구로구에 위치한 종합병원이다. 설립자는 1987년 국내 최초로 췌장, 신장 동시 이식수술에 성공한 한강성심병원 출신 박선효이며, 총 207병상 규모의 15개 진료과와 화상센터, 특수 클리닉 등을 운영하고 있다. 구일역, 동양미래대학, 고척동 돔 야구장과 인접한 거리에 있다.

## 연혁
- 1990년 '화상특화병원' 개원 (경기도 부천시)
- 1997년 서울특별시 구로구 고척동에 구로성심병원 착공
- 2000년 구로성심병원 개원 (서울시 구로구)
- 2008년 응급실 등 리모델링 공사 준공
- 2009년 당뇨클리닉센터 개설

## 진료과
15개 진료과와 총 207병상을 갖추고 있다.
- 내과
- 외과
- 산부인과
- 정형외과
- 신경외과
- 성형외과
- 신경과
- 피부비뇨기과
- 흉부외과
- 치과
- 영상의학과
- 병리과
- 가정의학과
- 응급의학과
- 마취통증의학과